# Ovális Iroda

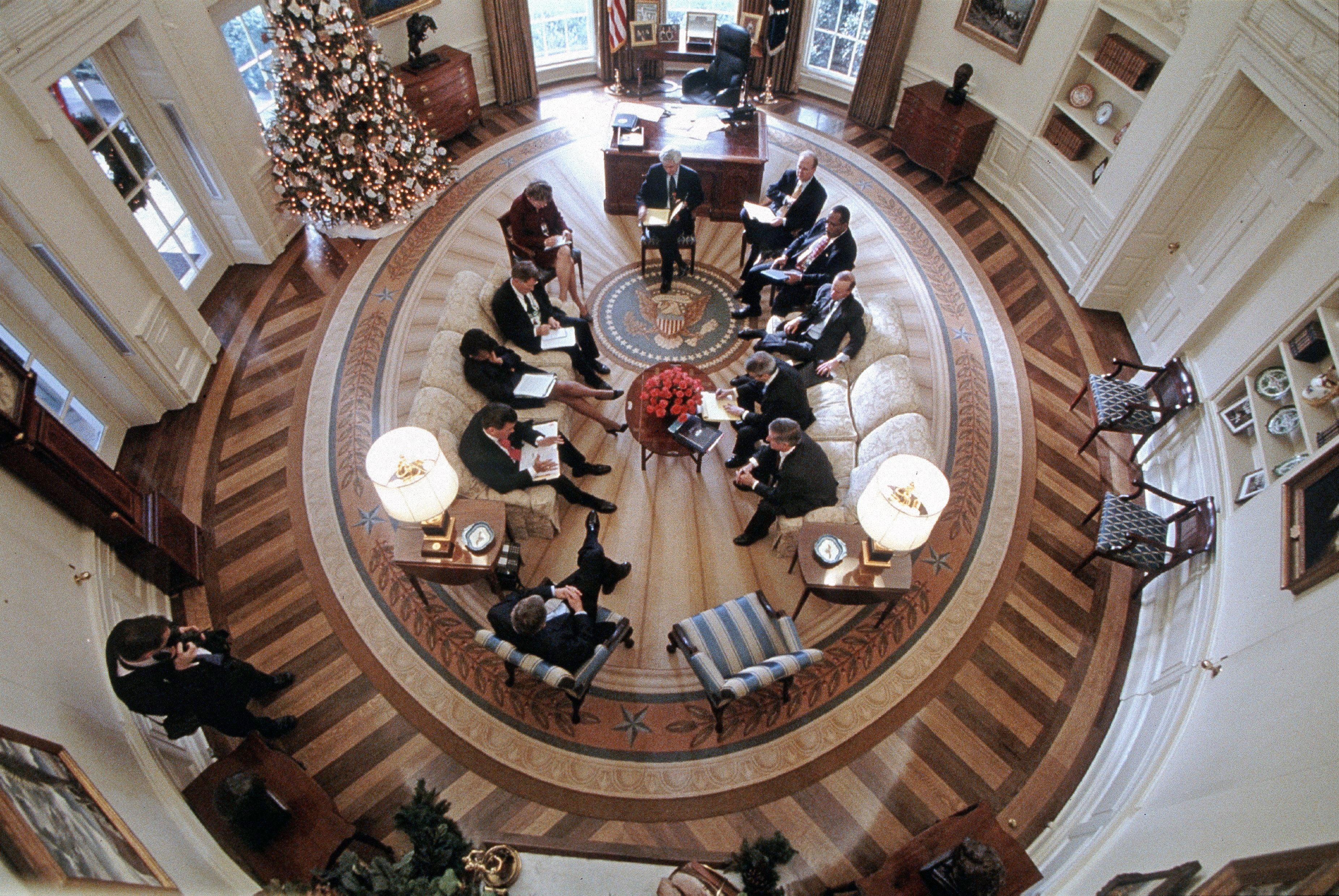
Az Ovális Iroda felülnézetből

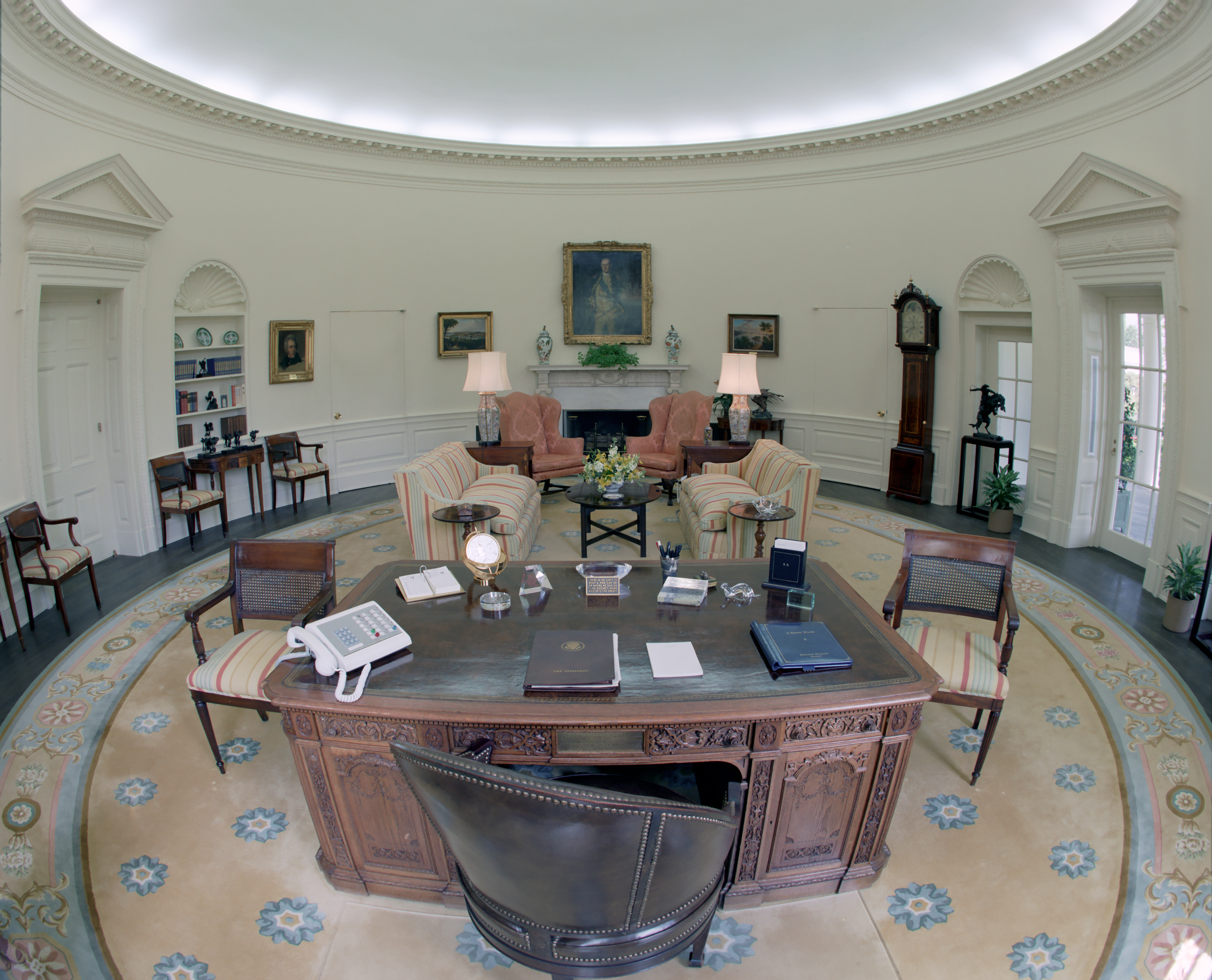
Az Ovális Iroda Ronald Reagan idején

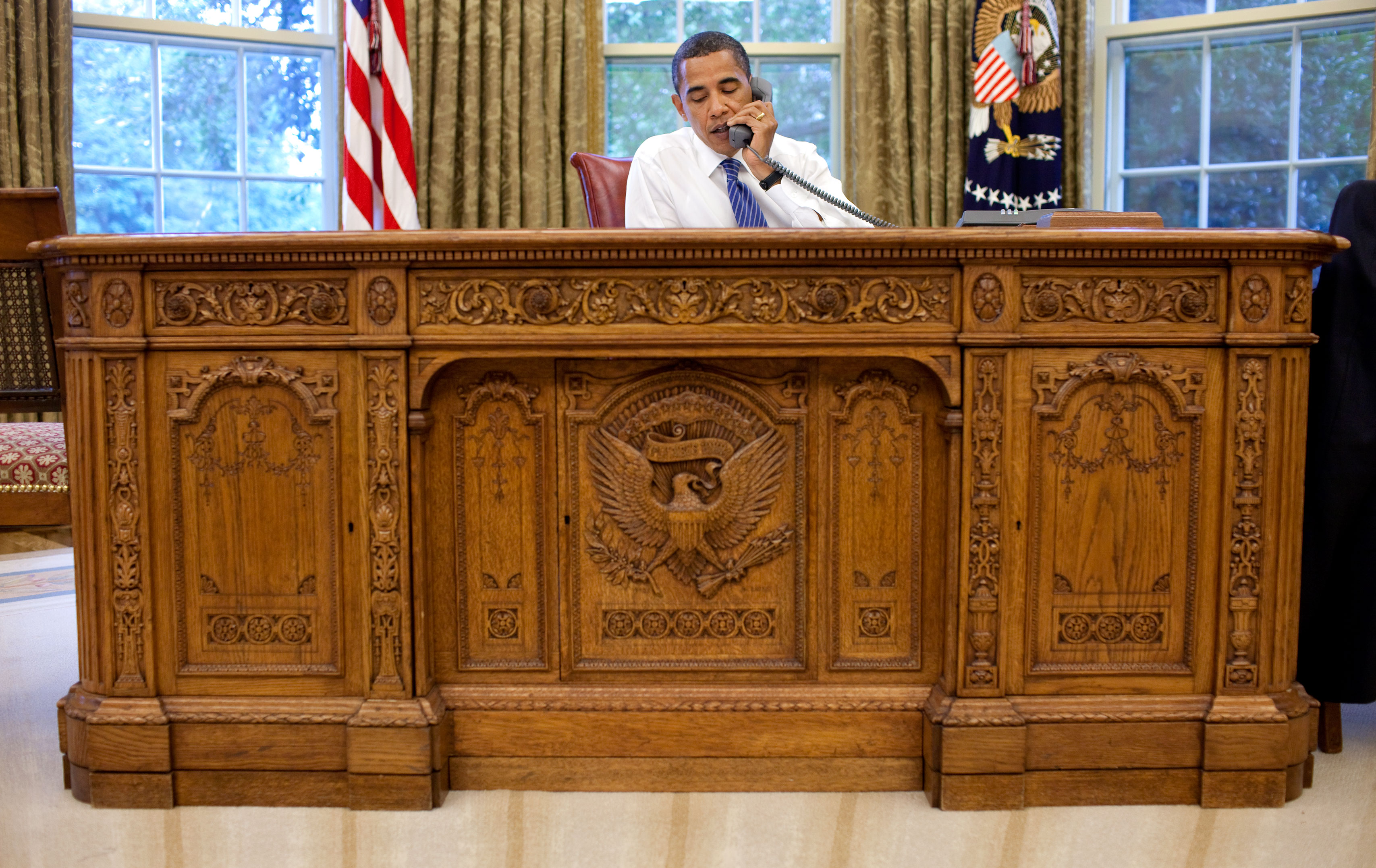
A "Resolute desk" elnöki asztal Obama elnökkel

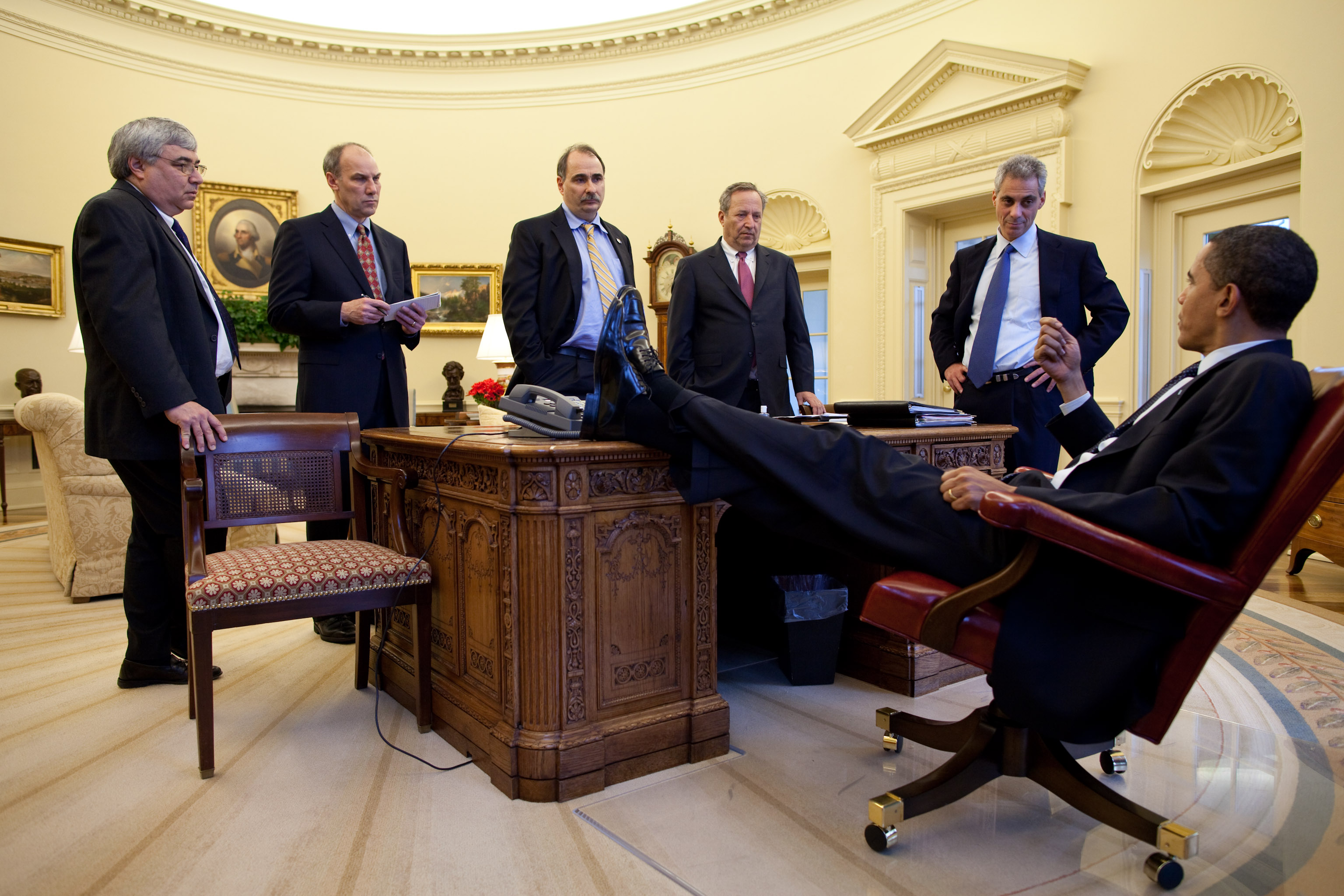
A "Resolute desk" elnöki asztal Obama elnökkel és segítőivel

Az Ovális Iroda (angolul: Oval Office) az Amerikai Egyesült Államok elnökének munkahelye, amelyet 1902-ben építettek a Fehér Ház nyugati szárnyában. A barokkos (majd később a klasszicizmusban is népszerű) ovális belső nem illik a Fehér Ház eredeti stílusába.

## Adatok
- nagytengely: 10,9 m (35' 10'')
- kistengely: 8,8 m (29')
- legnagyobb belmagasság: 5,6 m (18' 6'') (a terem közepén)
- legkisebb belmagasság: 5 m (16' 7'') (a pont, ahol a függőleges oldalfalak átfordulnak a mennyezetet alkotó boltívbe)

Az irodában az elnök háta mögött három nagy, délre néző ablak található, míg az északi falon egy kandalló helyezkedik el. Az Ovális Irodának négy ajtaja van: a keleti a Fehér Ház rózsakertjébe, a nyugati az elnök dolgozószobájába, az északnyugati a nyugati szárnyba, az északkeleti pedig egy személyi titkár irodájába nyílik.

## Története
1909 októberének egy reggelén William Howard Taft elnök volt az első, aki besétálhatott az Ovális Irodába. Tiszteletére az ablakokon selyem és bársonyfüggönyök lógtak, a padlót pedig a Fülöp-szigetekről származó mahajua fából készített mozaik burkolat díszítette. A szoba székeit bronzszegecsekkel rögzített rénszarvasbőr borította. Taft elnök olívazöld színösszeállítást választott a helyiségnek. Ovális Irodája nagyban különbözött a korábbi téglalap alakútól, amit elődje, Theodore Roosevelt használt, aki 1902-ben a nyugati szárnyat megépíttette. Taft áthelyezte az irodát, és az alakját pedig oválisra változtatta, mint a Blue Room (Kék Szoba) a Fehér Házban.
A hagyományos amerikai építészet ritkán alkalmazta az ovális klasszicista szobákat. Az „ellipszis szalon” a James Hoban által készített eredeti terveknek volt egy kiváló jellegzetessége. Washington elnök ideiglenes philadelphiai lakásában volt két szoba, amelyek végeit lekerekítették, és a korabeli fogadásokat tartották bennük. Így a középen álló elnököt a vendégek körül tudták állni, és Washington mindenkitől azonos távolságban volt. A szoba íves vége a vendéglátó méltóságának a jelképe volt.
Taft elnök az Ovális Irodát adminisztrációjának központjává kívánta tenni, ezért választotta számára a nyugati szárny központi helyét – így minden elődjénél jobban bele tudott folyni a mindennapi feladatokba. Franklin D. Roosevelt 1933-as kormányra kerülésekor egy új Ovális Irodát építtetett, mivel a központi hely miatt az irodának nem voltak ablakai, és a világítást tetőablakok biztosították. Az új hely a délnyugati sarokban nagyobb elvonultságot biztosított az elnöknek, és lehetővé tette azt is, hogy bármikor visszavonulhasson a Fehér Házba anélkül, hogy a nyugati szárnyban dolgozókkal találkoznia kéne.
Az évek során az Ovális Iroda az elnökség szimbólumává vált. Az amerikaiak számára sok emlékezetes kép kapcsolódik az Ovális Irodához, mint például amint ifj. John F. Kennedy kikukucskál apja íróasztala mögül, vagy Richard Nixon egy sikeres küldetés után az űrhajósokkal beszélget. Televíziós adások, amint Ronald Reagan beszédet mond a Challenger katasztrófája után, ezek komoly nyomokat hagytak az amerikaiak emlékezetében az irodáról és annak lakójáról egyaránt.
Az elnökök által használt asztal neve Resolute Desk, mert az angol HMS Resolute nevű hajó maradványaiból építették. Az asztalt Viktória királynő ajándékozta Rutherford B. Hayes elnöknek 1880-ban. Azóta Johnson, Nixon és Ford elnök kivételével mindenki használta az asztalt. Az Ovális Irodába John F. Kennedy helyezte el 1961-ben.
Minden új elnök egy kissé átalakítja az Ovális Irodát a saját ízlésének megfelelően, kicserélve a szőnyeget, a függönyöket, a festményeket a falakon, és néhány bútort is.